# I See You (Theme from Avatar)
I See You (Theme from Avatar) – popowa ballada brytyjskiej piosenkarki Leony Lewis, napisana przez Jamesa Hornera, Simona Franglena i Kuka Harrella na potrzeby ścieżki dźwiękowej filmu "Avatar" Jamesa Camerona.
Muzyka do utworu została skomponowana przez Hornera i Franglena. Piosenka została nominowana do Złotych Globów w kategorii "Najlepsza piosenka" oraz do nagrody Grammy 2011.

## Informacje o utworze
I See You (Theme from Avatar) powstało na potrzeby wysokobudżetowego filmu "Avatar" w reżyserii Jamesa Camerona. Piosenka jest odgrywana podczas napisów końcowych filmu. W części początkowej głos Leony został zmodyfikowany.
Leona Lewis po nagraniu i obejrzeniu kulis tworzenia Avatara, powiedziała, że m.in. spodobała się jej rasa Na'vi - "Oni troszczą się o rzeczy, którymi się pasjonuję - natura, planeta, środowisko" i "Piosenka wymaga mocnego występu, więc musiałam znaleźć emocjonalną więź. Znalazłam jedną z nich".
James Cameron zamierzał wydać "I See You" jako singel, myśląc, że osiągnie podobny sukces co "My Heart Will Go On", aczkolwiek Leona była temu niechętna, gdyż właśnie wydała swój drugi album, Echo.

## Teledysk
Teledysk został wydany 15 grudnia 2009 roku, w tym samym dniu, kiedy została wydana ścieżka dźwiękowa. Reżyserem teledysku był Jake Nava. Widać na nim kombinacje ujęć Lewis i ujęć z Avatara.

## Notowania
| Lista (2010)          | Najwyższa pozycja |
| --------------------- | ----------------- |
| Irish Singles Chart   | 47                |
| US Adult Contemporary | 24                |